# Synelix semirugosa
Synelix semirugosa är en stekelart som först beskrevs av Alexander Henry Haliday 1839.  Synelix semirugosa ingår i släktet Synelix och familjen bracksteklar. Arten är reproducerande i Sverige. Inga underarter finns listade i Catalogue of Life.